# Siemens & Halske

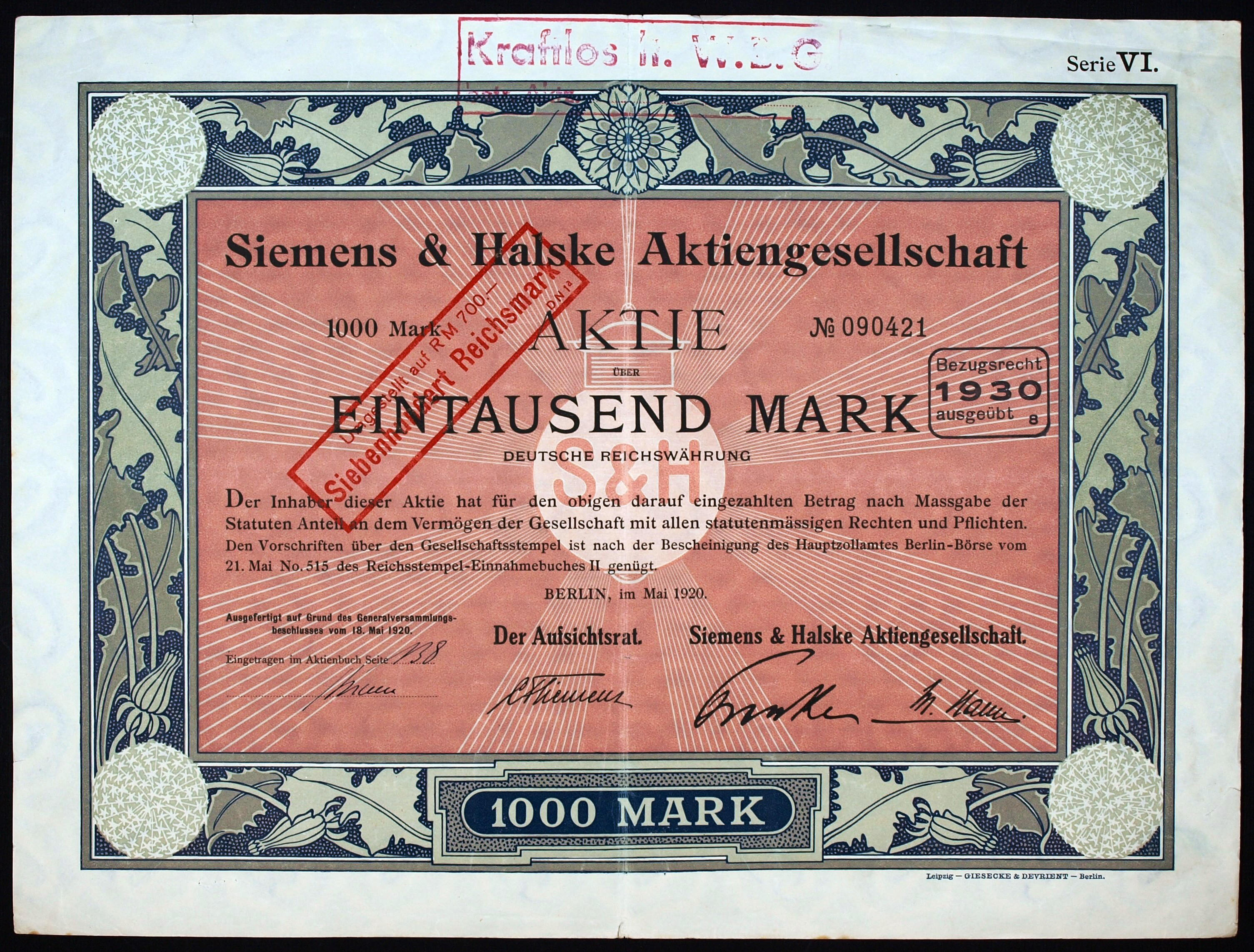
Acțiune Siemens & Halske AG, emisă în mai 1920

Siemens & Halske AG (sau Siemens-Halske) a fost o companie germană de electrotehnică care a devenit mai târziu parte a concernului Siemens.
Compania a fost fondată pe 12 octombrie 1847 sub numele de Telegraphen-Bauanstalt von Siemens & Halske de către Werner von Siemens și Johann Georg Halske⁠(d). Compania, cu sediul în Berlin-Kreuzberg, s-a specializat în fabricarea de telegrafe electrice conform brevetului lui Charles Wheatstone din 1837. În 1848, compania a construit una dintre primele linii telegrafice din Europa continentală de la Berlin la Frankfurt pe Main. Siemens & Halske nu a fost singur în domeniul electrotehnicii. În 1887, Emil Rathenau a înființat Allgemeine Elektrizitäts-Gesellschaft⁠(d) (AEG), care a devenit un rival de lungă durată.
În 1881, Siemens & Halske a construit tramvaiul Gross-Lichterfelde, prima linie tramvai electric din lume, în suburbia Lichterfelde din sud-vestul Berlinului, urmat de tramvaiul Mödling și Hinterbrühl de lângă Viena, primul tramvai electric Interurban⁠(d) din Austro-Ungaria. În 1882 s-a deschis traseul experimental „Elektromote”, un concept timpuriu de troleibuz, în suburbia Berlinului Halensee. Popularitatea tot mai mare a telegrafelor și tramvaielor electrice, precum și a generatoarelor și motoarelor electrice, a asigurat o creștere constantă pentru Siemens & Halske în secolul al XIX-lea.
Werner von Siemens s-a pensionat în 1890, în timp ce Johann Georg Halske părăsise deja compania în 1867. Fratele lui Werner von Siemens, Karl Heinrich, împreună cu fiii lui Werner, Arnold⁠(d) și Georg Wilhelm, au dezvoltat firma și au ridicat un nou sediu pentru Siemens & Halske de-a lungul malurilor râului Spree, în suburbia berlineză Charlottenburg, în 1897. Noul amplasament al firmei a continuat să crească, iar din 1899 a fost cunoscut sub numele de Siemensstadt⁠(d).

## Expansiunea internațională
Siemens & Halske s-a extins rapid cu reprezentanțe în Marea Britanie și Rusia Țaristă, precum și cu propriile fabrici de producție de cabluri la Woolwich și Sankt Petersburg. Creșterea companiei a fost susținută de brevetul lui Werner von Siemens privind generatorul electric (dinam) din 1867.

### Imperiul Britanic

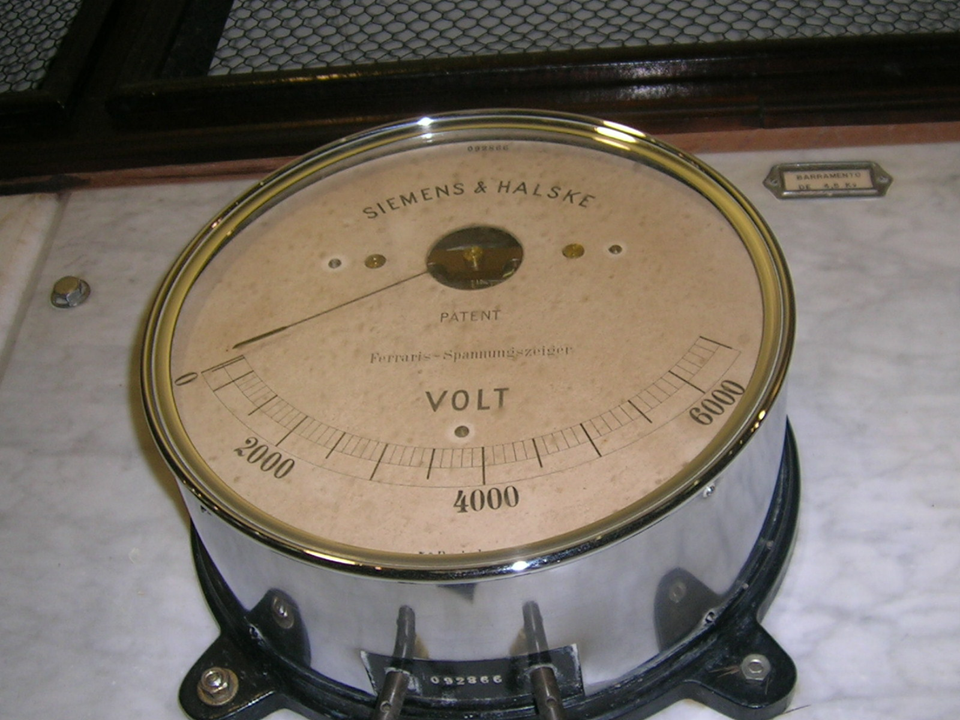
Un voltmetru vechi de la Siemens & Halske

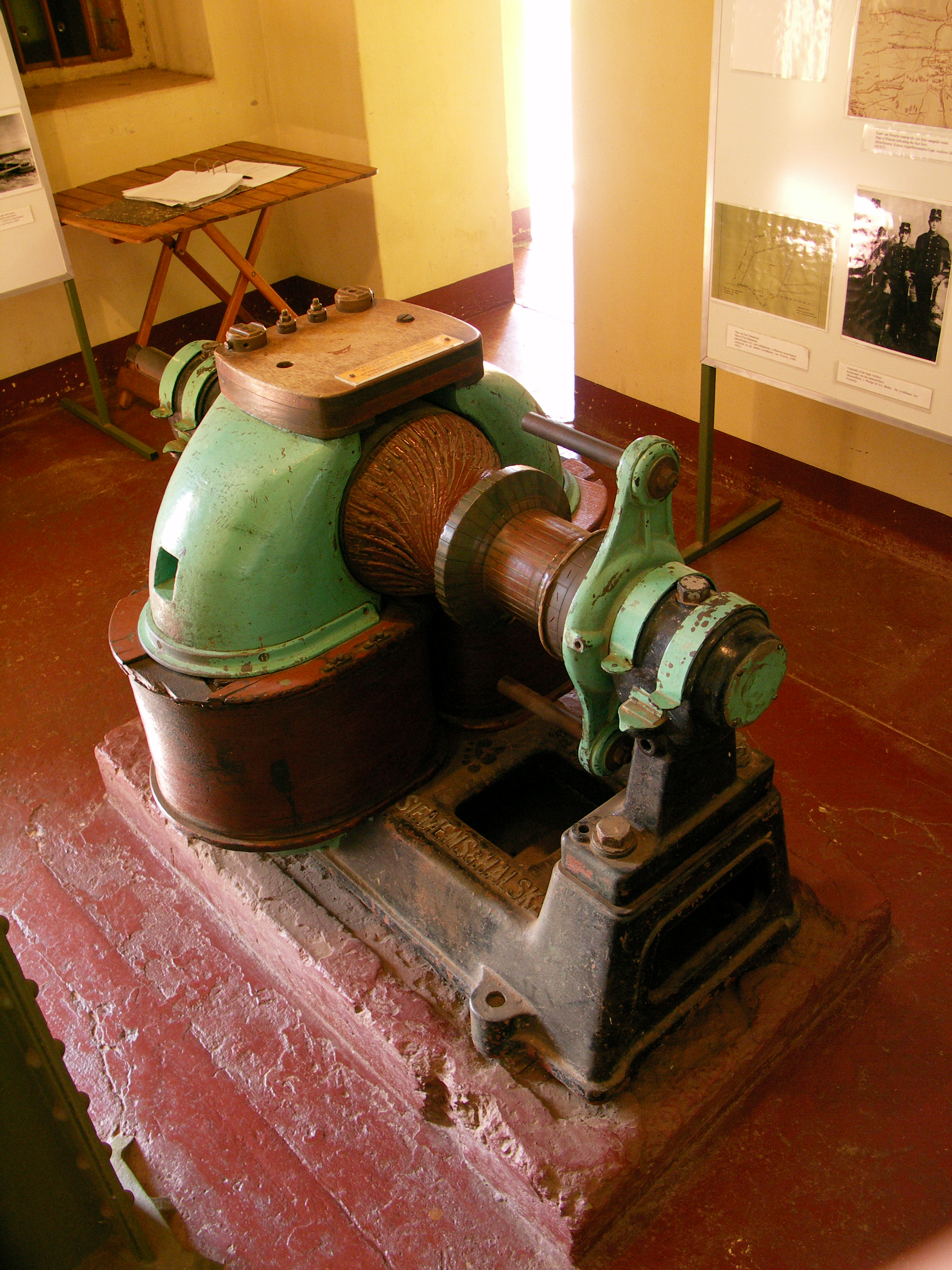
Generatorul electric Siemens & Halske LH8 expus la Fort Klapperkop, Pretoria

Carl Wilhelm Siemens a reprezentat compania în Marea Britanie. A dezvoltat o fabrică de producție de cabluri în Woolwich.

### Imperiul Rus
Carl Heinrich von Siemens⁠(d) a reprezentat compania în Rusia. A înființat filiala rusă a companiei în 1853, obținând un contract pentru construirea sistemului telegrafic. În 1886 a obținut permisiunea de a înființa Obshchestvo Elektricheskogo Osveshcheniia (Compania de iluminat electric), cunoscută și sub numele de Compania 1886.

## În secolul al XX-lea

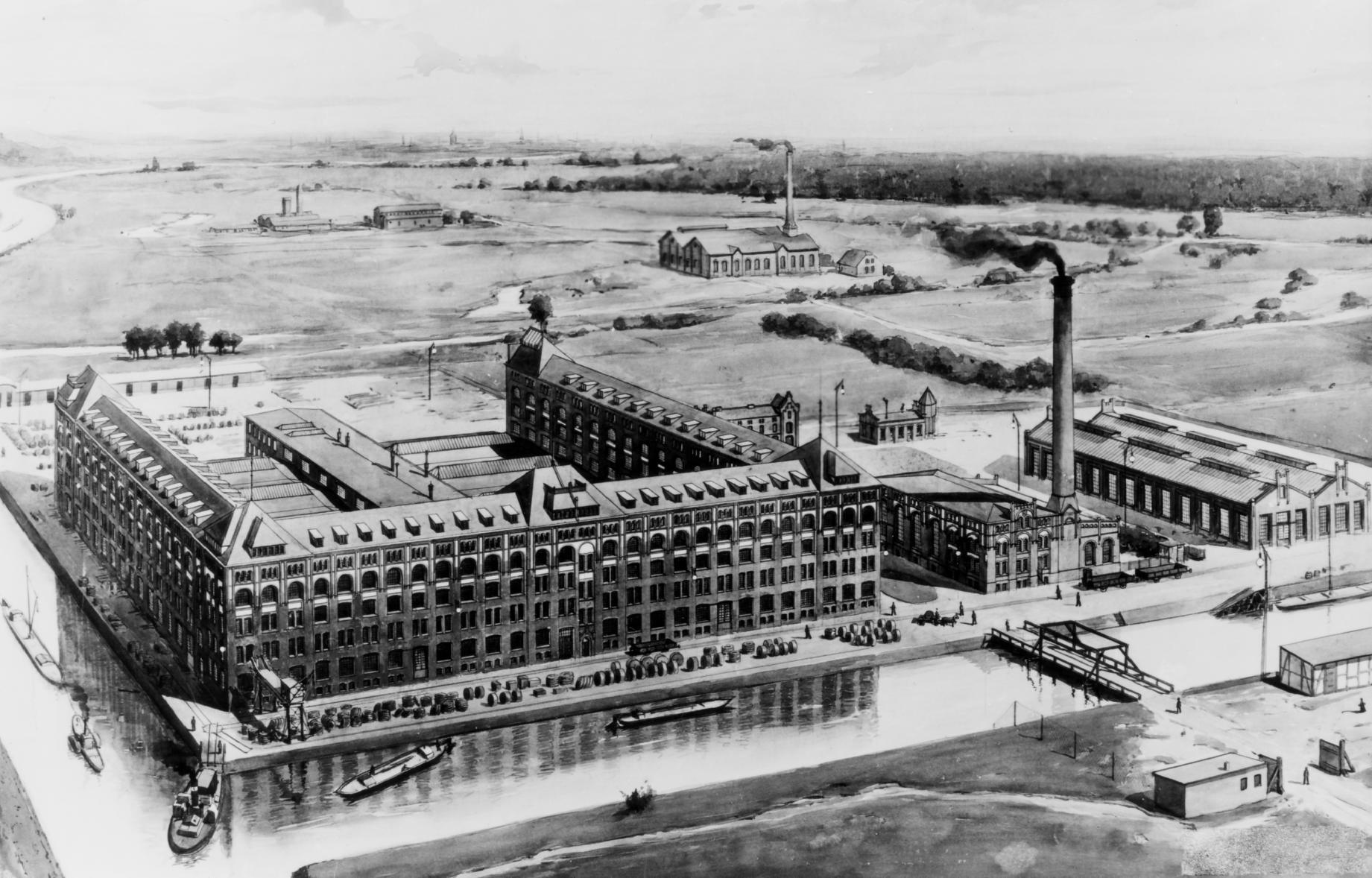
Fabrica de cabluri Siemens & Halske din Berlin - Siemensstadt în jurul anului 1900

Când Siemens & Halske a fuzionat părți din activitățile sale cu Schuckert & Co., Nürnberg în 1903 pentru a deveni Siemens-Schuckert, Siemens & Halske AG s-a specializat în comunicații. În timpul Primului Război Mondial, sub marca Siemens-Halske au fost produse motoare rotative cu un design avansat și neobișnuit precum Siemens-Halske Sh. I și Sh. III. Siemens & Halske a produs, de asemenea, un număr mare de mitraliere MG08/15 pentru armata germană. Ulterior, Siemens a înființat mai multe filiale ale companiei pentru care Siemens & Halske AG a funcționat ca holding.
În timpul celui de-al Doilea Război Mondial, Siemens & Halske a folosit sclavi din lagărele de concentrare. Printre altele, în această perioadă au produs telefoane de teren de tipul „Feldfernsprecher 33”.